# Santa Rita (Copán)
Santa Rita (uit het Spaans: "Sint-Rita") is een gemeente (gemeentecode 0421) in het departement Copán in Honduras.
Het dorp werd gesticht in 1700 met de naam Cashapa (uit het Chorti: "Warme tortilla met zoet beleg").
De hoofdplaats ligt in een gebied met veel reliëf, op de plaats waar de rivieren Copán en Gila en de beek Quebrada Grande bij elkaar komen. Het is omgeven door heuvels

## Bevolking
De bevolking is als volgt verdeeld:
| Vrouwen | 15.337 | 49,4% |
| Mannen  | 15.735 | 50,6% |

## Dorpen
De gemeente bestaat uit 32 dorpen (aldea), waarvan de grootste qua inwoneraantal: Santa Rita (code 042101), Río Amarillo (042127) en Mirasol (042104).